# Трегубов, Игорь Викторович
И́горь Ви́кторович Трегу́бов (род. 24 июля 1954, Пахтаабад, Узбекская ССР) — советский и российский джазовый музыкант (гитарист), аранжировщик, педагог, представитель современной джазовой сцены Самары. Почётный работник общего образования РФ. 
С 1978 года живёт в РСФСР (впоследствии России). Первоначально переехал в Куйбышев (ныне Самару), где в 1983 году окончил музыкальное училище по классу гитары.  
В 1980-1983 г.г. работал в филармонии Ульяновска. 
В 1984 году переехал в Саратов по приглашению пианиста Бориса Золотарёва, с ансамблем которого впоследствии выступал на джазовых фестивалях в Свердловске (1989) и Волгограде (1990, 1991), а также ежегодно на местном фестивале «Заволжье», проводившемся в Саратове и его городе-сателлите Энгельсе. 
В 1993-1999 г.г. работал в Москве в ряде ансамблей, исполнявших джазовый мейнстрим. 
В 1999 году вернулся в Самару, где сотрудничал с ведущими местными музыкантами — пианистами Григорием Файном и Владимиром Нечипоренко, контрабасистом Николаем Мачкасовым, саксофонистом Алексеем Раскоповым. В 2006 году собрал собственный коллектив под названием «Джаз-вояж», в котором в разное время играли Раскопов, Андрей Беспалов (фортепиано), Николай Замоздра (бас), Александр Павлюк (ударные). 
В 1999-2003 г.г. преподавал гитару в джазовой студии «Движение», основанной Сергеем Равиным. 
В дискографии — альбом «N-Quintet» (2000, в составе группы Николая Мачкасова). 